# Саріта (борчиня)
Саріта (англ. Sarita; нар. 16 квітня 1995, Барода, округ Соніпат, штат Хар'яна) — індійська борчиня вільного стилю, срібна та бронзова призерка чемпіонатів Азії, срібна призерка чемпіонату Співдружності.

## Життєпис
Боротьбою почала займатися з 2009 року. У 2011 році стала бронзовою призеркою чемпіонату Азії серед кадетів. У 2002 році завоювала срібну медаль чемпіонату Азії серед юніорів.
Виступала за борцівський клуб Nidani Jind, Соніпат. Тренер — Ділбаг Сінгх.
Виборола золоту медаль на Чемпіонаті Азії з боротьби 2020 року у ваговій категорії 59 кг.
У 2022 році за спортивні досягнення була нагороджена премією «Арджуна».

## Спортивні результати на міжнародних змаганнях

### Виступи на Чемпіонатах світу
| Змагання                        | Збірна | Вагова категорія          | Місце  |
| ------------------------------- | ------ | ------------------------- | ------ |
| Чемпіонат світу з боротьби 2014 | Індія  | жіноча боротьба, до 58 кг | 20     |
| Чемпіонат світу з боротьби 2015 | Індія  | жіноча боротьба, до 60 кг | 13     |
| Чемпіонат світу з боротьби 2016 | Індія  | жіноча боротьба, до 60 кг | 11     |
| Чемпіонат світу з боротьби 2018 | Індія  | жіноча боротьба, до 59 кг | 7      |
| Чемпіонат світу з боротьби 2019 | Індія  | жіноча боротьба, до 57 кг | 25     |
| Чемпіонат світу з боротьби 2021 | Індія  | жіноча боротьба, до 59 кг | Бронза |
| Чемпіонат світу з боротьби 2022 | Індія  | жіноча боротьба, до 57 кг | 10     |

### Виступи на Чемпіонатах Азії
| Змагання                       | Збірна | Вагова категорія          | Місце  |
| ------------------------------ | ------ | ------------------------- | ------ |
| Чемпіонат Азії з боротьби 2016 | Індія  | жіноча боротьба, до 58 кг | 5      |
| Чемпіонат Азії з боротьби 2017 | Індія  | жіноча боротьба, до 58 кг | Срібло |
| Чемпіонат Азії з боротьби 2020 | Індія  | жіноча боротьба, до 59 кг | Золото |
| Чемпіонат Азії з боротьби 2021 | Індія  | жіноча боротьба, до 59 кг | Золото |
| Чемпіонат Азії з боротьби 2022 | Індія  | жіноча боротьба, до 59 кг | Бронза |

### Виступи на Чемпіонатах Співдружності
| Змагання                                | Збірна | Вагова категорія          | Місце  |
| --------------------------------------- | ------ | ------------------------- | ------ |
| Чемпіонат Співдружності з боротьби 2016 | Індія  | жіноча боротьба, до 60 кг | Срібло |

### Виступи на інших змаганнях
| Змагання                                    | Збірна | Вагова категорія          | Місце  |
| ------------------------------------------- | ------ | ------------------------- | ------ |
| Кубок Президента Казахстану з боротьби 2015 | Індія  | жіноча боротьба, до 60 кг | Срібло |
| Pro Wrestling League 2015                   | Індія  | команда                   | 6      |
| Золотий Гран-прі з боротьби 2016            | Індія  | жіноча боротьба, до 69 кг | 12     |
| Pro Wrestling League 2017                   | Індія  | команда                   | Бронза |
| Турнір Дана Колова — Николи Петрова 2017    | Індія  | жіноча боротьба, до 60 кг | 5      |
| Pro Wrestling League 2018                   | Індія  | команда                   | Срібло |
| Турнір Ібрагіма Мустафи 2018                | Індія  | жіноча боротьба, до 62 кг | Бронза |
| Pro Wrestling League 2019                   | Індія  | команда                   | 5      |
| Турнір Дана Колова — Николи Петрова 2019    | Індія  | жіноча боротьба, до 59 кг | Срібло |
| Beat the Streets 2019                       | Індія  | жіноча боротьба, до 59 кг | Срібло |
| Турнір міста Сассарі з боротьби 2019        | Індія  | жіноча боротьба, до 57 кг | 13     |
| Турнір Олександра Медведя 2019              | Індія  | жіноча боротьба, до 57 кг | Срібло |
| Кубок світу з боротьби 2020                 | Індія  | жіноча боротьба, до 59 кг | 7      |
| Турнір Маттео Пелліцоне 2021                | Індія  | жіноча боротьба, до 57 кг | Срібло |
| Турнір Яшара Догу 2022                      | Індія  | жіноча боротьба, до 59 кг | 11     |
| Кубок Болата Турлиханова 2022               | Індія  | жіноча боротьба, до 59 кг | Золото |
| Турнір Зухаєра Сгайєра 2022                 | Індія  | жіноча боротьба, до 59 кг | Золото |

### Виступи на змаганнях молодших вікових груп
| Змагання                                      | Збірна | Вагова категорія          | Місце  |
| --------------------------------------------- | ------ | ------------------------- | ------ |
| Чемпіонат Азії з боротьби серед кадетів 2010  | Індія  | жіноча боротьба, до 65 кг | 4      |
| Чемпіонат Азії з боротьби серед кадетів 2011  | Індія  | жіноча боротьба, до 60 кг | Бронза |
| Чемпіонат світу з боротьби серед кадетів 2011 | Індія  | жіноча боротьба, до 60 кг | 15     |
| Чемпіонат Азії з боротьби серед юніорів 2013  | Індія  | жіноча боротьба, до 63 кг | 10     |
| Чемпіонат світу з боротьби серед юніорів 2013 | Індія  | жіноча боротьба, до 63 кг | 20     |
| Чемпіонат Азії з боротьби серед юніорів 2014  | Індія  | жіноча боротьба, до 63 кг | 5      |
| Чемпіонат світу з боротьби серед юніорів 2014 | Індія  | жіноча боротьба, до 63 кг | 13     |
| Чемпіонат Азії з боротьби серед юніорів 2015  | Індія  | жіноча боротьба, до 59 кг | Срібло |
| Чемпіонат світу з боротьби серед юніорів 2015 | Індія  | жіноча боротьба, до 59 кг | 12     |
| Чемпіонат світу з боротьби серед молоді 2017  | Індія  | жіноча боротьба, до 60 кг | 13     |